# Niños Mutantes
Niños Mutantes és una banda de música indie rock que es va formar a mitjans dels 90 a la ciutat espanyola de Granada. La meitat dels seus integrants van formar el desaparegut grup Mama' Baker. El seu vocalista és Juan Alberto Martínez. Van debutar el 1998 amb «Mano, Parque, Paseo». El 2009 van publicar l'album «Todo es el momento» distribuït per EMI. El 2017 va estar a punt de dissoldre's abans d’enregistrar el disc «Diez». El març de 2020 van llençar el disc «Ventanas» que quasi no van poder presentar als escenaris degut a la pandèmia i per donar-ho a conèixer, el 2021, van presentar el documental «Nunca Olvidaré esta noche», a partir del seu concert del 2020 a Granada.